# 1546
حصار مدينة ديو من قبل سلطنة غوجارات المسلمة بعد سيطرة الإمبراطورية البرتغالية عليها.

## الأحداث
- تأسيس مدينة سانتوس، ساو باولو وتقع حاليا في البرازيل.
- حصار ديو في الفترة ما بين 20 أبريل و10 نوفمبر.
- نهاية الحرب الإيطالية 1542-1546 في 1546 والتي بدأت في 1542.
- 14 يناير: هز زلزال مدمر بلاد الشام. وكان مركز الزلزال في نهر الأردن في موقع بين البحر الميت وبحيرة طبريا. وتضررت مدن القدس والخليل ونابلس وغزة ودمشق بشدة.

## مواليد
- تيخو براهي

## وفيات
- خير الدين بربروس
- فرانسيسكو دي أوريلانا
- قطب الدين الصفوي
- 18 فبراير مارتن لوثر مؤسس البروتستانتية.